# Notranja poševna trebušna mišica
Notranja poševna trebušna mišica (latinsko musculus obliquus internus abdominis) se začne na zgornjem robu črevnice in ingvinalnem ligamentu, končuje pa na hrustancih zadnjih štirih reber ter v rektusovi ovijalki. Njegovi snopiči potekajo pravokotno na snopiče prejšnjega. Oživčuje jo živec intercostales (T7 - T12).
Naloga notranje poševne trebušne mišice je fleksija prsnega in ledvenega dela hrbtenice, poteza prsni koš proti medenici in ga rotira na svojo stran - je antagonist zunanji poševni trebušni mišici.